# Atletismo nos Jogos Olímpicos de Verão de 2024 - Arremesso de peso masculino
A prova do arremesso de peso masculino do atletismo nos Jogos Olímpicos de Verão de 2024 ocorreu em 2 e 3 de agosto de 2024 no Stade de France, em Paris. Um total de 31 atletas de 24 Comitês Olímpicos Nacionais (CON) participaram do evento.

## Qualificação
Cada Comitê Olímpico Nacional (CON) poderia inscrever no máximo três atletas qualificados em cada evento individual. Para o arremesso de peso masculino, o período de qualificação foi entre 1 de julho de 2023 a 30 de junho de 2024.

## Formato
O arremesso de peso consiste de duas fases (classificação e final). Na classificação houve dois grupos distintos de arremessadores, com cada um tendo direito a três arremessos para aferir uma marca.
A distância padrão na fase eliminatória foi de 21,35 metros, sendo que todos que ultrapassaram essa marca avançaram para a final. Um mínimo de 12 atletas precisaria avançar para a final; se menos de 12 fizessem a marca de qualificação, seriam classificados os atletas subsequentes (incluindo os empatados após o uso das regras de desempate).
Na final, cada arremessador teve direito a três arremessos iniciais; os oito primeiros arremessadores ao final da terceira rodada receberam três arremessos adicionais para um total de seis, com o melhor a contar para o resultado final.

## Calendário
Horário local (UTC+2)
| Data                | Horário | Fase          |
| ------------------- | ------- | ------------- |
| 2 de agosto de 2024 | 20:10   | Classificação |
| 3 de agosto de 2024 | 19:35   | Final         |

## Medalhistas
| Ouro   | USA Ryan Crouser      |
| Prata  | USA Joe Kovacs        |
| Bronze | JAM Rajindra Campbell |

## Recordes
Antes desta competição, os recordes mundiais e olímpicos da prova eram os seguintes:
| Tipo | Atleta       | Marca   | Local       | Data                |
| ---- | ------------ | ------- | ----------- | ------------------- |
|      | Ryan Crouser | 23,56 m | Los Angeles | 27 de maio de 2023  |
|      | Ryan Crouser | 23,30 m | Tóquio      | 5 de agosto de 2021 |

## Resultados

### Classificação
Todos os atletas que alcançarem a marca de classificação de 21,35 m (Q) ou pelo menos os 12 melhores atletas (q) avançam à final.
| Pos. | Grupo | Atleta                 | CON                      | #1    | #2    | #3    | Marca | Notas |
| ---- | ----- | ---------------------- | ------------------------ | ----- | ----- | ----- | ----- | ----- |
| 1    | A     | Leonardo Fabbri        | ITA Itália               | 20.44 | x     | 21.76 | 21.76 | Q     |
| 2    | A     | Tomáš Staněk           | CZE Chéquia              | 21.61 | —     | —     | 21.61 | Q,    |
| 3    | B     | Payton Otterdahl       | USA Estados Unidos       | 21.52 | —     | —     | 21.52 | Q     |
| 4    | A     | Ryan Crouser           | USA Estados Unidos       | 21.49 | —     | —     | 21.49 | Q     |
| 5    | B     | Tom Walsh              | NZL Nova Zelândia        | 20.65 | 21.48 | —     | 21.48 | Q     |
| 6    | A     | Jacko Gill             | NZL Nova Zelândia        | 21.14 | 21.35 | —     | 21.35 | Q     |
| 7    | B     | Joe Kovacs             | USA Estados Unidos       | 20.65 | 21.06 | 21.24 | 21.24 | q     |
| 8    | B     | Uziel Muñoz            | MEX México               | 20.69 | 20.43 | 21.22 | 21.22 | q     |
| 9    | B     | Chukwuebuka Enekwechi  | NGR Nigéria              | 21.13 | 21.00 | x     | 21.13 | q     |
| 10   | A     | Rajindra Campbell      | JAM Jamaica              | 21.05 | x     | x     | 21.05 | q     |
| 11   | B     | Zane Weir              | ITA Itália               | 20.29 | 21.00 | x     | 21.00 | q     |
| 12   | A     | Marcus Thomsen         | NOR Noruega              | 20.81 | x     | 20.33 | 20.81 | q     |
| 13   | B     | Kyle Blignaut          | RSA África do Sul        | x     | 20.03 | 20.78 | 20.78 |       |
| 14   | A     | Filip Mihaljević       | CRO Croácia              | 20.09 | 20.04 | 20.75 | 20.75 |       |
| 15   | B     | Mohammed Tolo          | KSA Arábia Saudita       | 20.63 | x     | 20.65 | 20.65 |       |
| 16   | A     | Tsanko Arnaudov        | POR Portugal             | 20.02 | 19.80 | 20.31 | 20.31 |       |
| 17   | A     | Bob Bertemes           | LUX Luxemburgo           | 20.27 | x     | x     | 20.27 |       |
| 18   | B     | Andrei Toader          | ROU Romênia              | 20.24 | 20.00 | 20.10 | 20.24 |       |
| 19   | B     | Michał Haratyk         | POL Polônia              | 19.41 | 19.87 | 19.94 | 19.94 |       |
| 20   | B     | Mostafa Amr Hassan     | EGY Egito                | 19.70 | x     | x     | 19.70 |       |
| 21   | B     | Scott Lincoln          | GBR Grã-Bretanha         | x     | x     | 19.69 | 19.69 |       |
| 22   | B     | Roman Kokoshko         | UKR Ucrânia              | x     | 19.36 | 19.22 | 19.36 |       |
| 23   | A     | Nazareno Sasia         | ARG Argentina            | 19.33 | x     | 19.06 | 19.33 |       |
| 24   | B     | Armin Sinančević       | SRB Sérvia               | x     | 19.31 | x     | 19.31 |       |
| 25   | A     | Mohamed Khalifa        | EGY Egito                | x     | 19.27 | x     | 19.27 |       |
| 26   | A     | Mesud Pezer            | BIH Bósnia e Herzegovina | 19.01 | 19.03 | 18.94 | 19.03 |       |
| 27   | A     | Eric Favors            | IRL Irlanda              | 19.02 | 18.38 | 18.86 | 19.02 |       |
| 28   | A     | Konrad Bukowiecki      | POL Polônia              | x     | 18.34 | 18.83 | 18.83 |       |
| 29   | A     | Tajinderpal Singh Toor | IND Índia                | 18.05 | x     | x     | 18.05 |       |
|      | A     | Welington Morais       | BRA Brasil               | x     | x     | x     | NM    |       |
|      | B     | Francisco Belo         | POR Portugal             | x     | x     | x     | NM    |       |

### Final
Os atletas que alcançarem as melhores marcas após seis tentativas conquistam as medalhas.
| Pos.              | Atleta                | CON                | #1    | #2    | #3    | #4          | #5          | #6          | Marca | Notas                |
| ----------------- | --------------------- | ------------------ | ----- | ----- | ----- | ----------- | ----------- | ----------- | ----- | -------------------- |
| Medalha de ouro   | Ryan Crouser          | USA Estados Unidos | 22.64 | 22.69 | 22.90 | x           | x           | —           | 22.90 | Recorde da temporada |
| Medalha de prata  | Joe Kovacs            | USA Estados Unidos | 21.69 | x     | 21.71 | x           | x           | 22.15       | 22.15 |                      |
| Medalha de bronze | Rajindra Campbell     | JAM Jamaica        | 20.00 | 22.15 | x     | x           | x           | x           | 22.15 |                      |
| 4                 | Payton Otterdahl      | USA Estados Unidos | 21.39 | 21.98 | 22.01 | x           | x           | 22.03       | 22.03 |                      |
| 5                 | Leonardo Fabbri       | ITA Itália         | x     | 20.96 | x     | 21.70       | x           | x           | 21.70 |                      |
| 6                 | Chukwuebuka Enekwechi | NGR Nigéria        | 20.58 | 21.42 | 21.01 | x           | x           | x           | 21.42 |                      |
| 7                 | Jacko Gill            | NZL Nova Zelândia  | x     | 20.81 | 21.15 | x           | 19.23       | 20.47       | 21.15 |                      |
| 8                 | Uziel Muñoz           | MEX México         | 20.68 | 20.88 | 20.80 | x           | 20.29       | x           | 20.88 |                      |
| 9                 | Marcus Thomsen        | NOR Noruega        | x     | 20.58 | 20.67 | Não avançou | Não avançou | Não avançou | 20.67 |                      |
| 10                | Tomáš Staněk          | CZE Chéquia        | 20.31 | 20.37 | x     | Não avançou | Não avançou | Não avançou | 20.37 |                      |
| 11                | Zane Weir             | ITA Itália         | x     | 20.24 | x     | Não avançou | Não avançou | Não avançou | 20.24 |                      |
|                   | Tom Walsh             | NZL Nova Zelândia  | x     | x     | x     | Não avançou | Não avançou | Não avançou | NM    |                      |

Legenda
| Recorde mundial      | Recorde mundial (World record)               |                       | Recorde africano                      | Recorde africano (African) |                                           | Q | Classificado por posição (Qualified) |
| Recorde olímpico     | Recorde olímpico (Olympic record)            | Recorde da América    | Recorde da América (Americas)         | q                          | Classificado por melhor tempo (Qualified) |   |                                      |
| Melhor marca do ano  | Melhor marca do ano (World leading)          | Recorde asiático      | Recorde asiático (Asian)              | DNS                        | Não largou (Did not start)                |   |                                      |
| Recorde nacional     | Recorde nacional (National record)           | Recorde europeu       | Recorde europeu (European)            | DNF                        | Não terminou (Did not finish)             |   |                                      |
| Recorde pessoal      | Recorde pessoal do atleta (Personal best)    | Recorde da Oceania    | Recorde da Oceania (Oceania)          | DSQ / DQ                   | Desclassificado (Disqualified)            |   |                                      |
| Recorde da temporada | Recorde da temporada do atleta (Season best) | Recorde sul-americano | Recorde sul-americano (South America) | NM                         | Sem marca (No mark)                       |   |                                      |